# PADI1
PADI1‏ (Peptidyl arginine deiminase 1) هوَ بروتين يُشَفر بواسطة جين PADI1 في الإنسان.